# Scottish Premier Division 1984/85
Die Scottish Football League Premier Division wurde 1984/85 zum zehnten Mal ausgetragen. Es war zudem die 88. Austragung einer höchsten Fußball-Spielklasse innerhalb der Scottish Football League, in der der Schottische Meister ermittelt wurde. In der Saison 1984/85 traten 10 Vereine in insgesamt 36 Spieltagen gegeneinander an. Jedes Team spielte jeweils zweimal zu Hause und auswärts gegen jedes andere Team. Es galt die 2-Punkte-Regel. Bei Punktgleichheit zählte die Tordifferenz.
Der FC Aberdeen konnte den Titel aus dem Vorjahr erfolgreich verteidigen, und zum 4. Mal in der Vereinsgeschichte nach 1955, 1980 und 1984 die schottische Meisterschaft gewinnen. Es war bis zur Auflösung der Premier Division im Jahr 1998 die letzte Meisterschaft die keiner der beiden Glasgow Vereine gewinnen konnte. Die Dons qualifizierten sich als Meister für die folgende Europapokal der Landesmeister Saison-1985/86. Als Pokalsieger, qualifizierte sich Vizemeister Celtic Glasgow für den Europapokal der Pokalsieger. Die auf den Plätzen drei bis fünf befindlichen Mannschaften Dundee United, Glasgow Rangers und der FC St. Mirren qualifizierten sich für den UEFA-Pokal.
Der FC Dumbarton und Greenock Morton stiegen am Saisonende in die First Division ab. Mit 22 Treffern wurde Frank McDougall vom FC Aberdeen Torschützenkönig.

## Vereine
| Verein              | Stadt     | Stadion           |
| ------------------- | --------- | ----------------- |
| Celtic Glasgow      | Glasgow   | Celtic Park       |
| FC Aberdeen         | Aberdeen  | Pittodrie Stadium |
| FC Dundee           | Dundee    | Dens Park         |
| Dundee United       | Dundee    | Tannadice Park    |
| FC Dumbarton        | Dumbarton | Boghead Park      |
| FC St. Mirren       | Paisley   | Love Street       |
| Glasgow Rangers     | Glasgow   | Ibrox Park        |
| Greenock Morton     | Greenock  | Cappielow Park    |
| Heart of Midlothian | Edinburgh | Tynecastle Park   |
| Hibernian Edinburgh | Edinburgh | Easter Road       |

## Statistik

### Abschlusstabelle
| Pl. | Verein              | Sp. | S  | U  | N  | Tore    | Diff. | Punkte |
| --- | ------------------- | --- | -- | -- | -- | ------- | ----- | ------ |
| 1.  | FC Aberdeen (M) (P) | 36  | 27 | 5  | 4  | 089:260 | +63   | 59:13  |
| 2.  | Celtic Glasgow      | 36  | 22 | 8  | 6  | 077:300 | +47   | 52:20  |
| 3.  | Dundee United       | 36  | 20 | 7  | 9  | 067:330 | +34   | 47:25  |
| 4.  | Glasgow Rangers (L) | 36  | 13 | 12 | 11 | 047:380 | +9    | 38:34  |
| 5.  | FC St. Mirren       | 36  | 17 | 4  | 15 | 051:560 | −5    | 38:34  |
| 6.  | FC Dundee           | 36  | 15 | 7  | 14 | 048:500 | −2    | 37:35  |
| 7.  | Heart of Midlothian | 36  | 13 | 5  | 18 | 047:640 | −17   | 31:41  |
| 8.  | Hibernian Edinburgh | 36  | 10 | 7  | 19 | 038:610 | −23   | 27:45  |
| 9.  | FC Dumbarton (N)    | 36  | 6  | 7  | 23 | 029:640 | −35   | 19:53  |
| 10. | Greenock Morton (N) | 36  | 5  | 2  | 29 | 029:100 | −71   | 12:60  |

Platzierungskriterien: 1. Punkte – 2. Tordifferenz – 3. geschossene Tore

| Saison 1984/85 |

| Zum Saisonende 1983/84 |                                   |
| (M)                    | Meister des Vorjahres             |
| (P)                    | Pokalsieger des Vorjahres         |
| (L)                    | Ligapokalsieger des Vorjahres     |
| (N)                    | Aufsteiger aus der First Division |

## Die Meistermannschaft des FC Aberdeen
(Berücksichtigt wurden alle Spieler die im Kader für die Saison 1984/85 standen.)
| 1. | FC Aberdeen |
|    | - Tor: Bryan Gunn, Jim Leighton - Abwehr: Neale Cooper, Tommy McIntyre, Stewart McKimmie, Alex McLeish, John McMaster, Tommy McQueen, Willie Miller, Brian Mitchell - Mittelfeld: Ian Angus, Doug Bell, Willie Falconer, Brian Grant, John Hewitt, Neil Simpson, Billy Stark, Peter Weir - Angriff: Eric Black, Steven Cowan, Frank McDougall, Ian Porteous, Paul Wright - Trainer: Alex Ferguson |